# Landschaftsschutzgebiet Freiflächen am Aabach
Das Landschaftsschutzgebiet Freiflächen am Aabach mit 45,6 ha Größe liegt nordöstlich von Madfeld im Stadtgebiet von Brilon. Das Gebiet wurde 2002 vom Kreistag des Hochsauerlandkreises mit dem Landschaftsplan Hoppecketal als Landschaftsschutzgebiet (LSG) ausgewiesen. Der Aabach selbst liegt im angrenzenden Naturschutzgebiet Aabachtal. Das LSG besteht aus zwei Teilflächen. Das LSG wird durch das Naturschutzgebiet Aabachtal geteilt. Dieses Naturschutzgebiet umschließt das LSG bis auf die Westseite. Im Westen grenzt das Landschaftsschutzgebiet Hoppecke-Diemel-Bergland an.
Das Landschaftsschutzgebiet Freiflächen am Aabach wurde als eines von 22 Landschaftsschutzgebieten vom Typ B, Ortsrandlage, Landschaftscharakter, im Stadtgebiet von Brilon ausgewiesen. Im Stadtgebiet gibt es auch 4 Landschaftsschutzgebiete vom Typ A (Allgemeiner Landschaftsschutz) und 53 Landschaftsschutzgebiete vom Typ C (Wiesentäler und bedeutsames Extensivgrünland) mit anderen Auflagen. Es handelt sich um Offenlandbereiche mit Grünland, welche inmitten der großflächigen Waldgebiete des Madfelder Waldes und des Fürstenberger Waldes liegen.

## Schutzzweck
Die Ausweisung erfolgte zur Sicherung der Vielfalt und Eigenart der Landschaft im Nahbereich der Ortslagen und der alten landwirtschaftlichen Vorranggebiete durch Offenhaltung.

## Rechtliche Vorschriften
Wie in den anderen Landschaftsschutzgebieten vom Typ B besteht im LSG ein Verbot der Erstaufforstung und der Anlage von Weihnachtsbaum-, Schmuckreisig- und Baumschul-Kulturen. Wie in allen Landschaftsplangebieten vom Typ B im Stadtgebiet von Brilon besteht das Gebot, das LSG durch landwirtschaftliche Nutzung oder durch Pflegemaßnahmen von einer Bewaldung freizuhalten.